# Los Osos Berenstain

Los Osos Berenstain (título original: Berenstain Bears) es una franquicia de literatura infantil creada por Stan y Jan Berenstain. Tras la muerte de los autores originales, su hijo Mike Berenstain asumió la autoría en 2012. Es una de las series literarias más exitosas de la historia, con un promedio de 260 millones de copias vendidas de sus libros.

## Historia
La franquicia fue creada por Stanley Melvin Berenstain y Janice Marian Grant en la década de 1960 y continuada por su hijo, Mike Berenstain, quien asumió la autoría parcial en 2002 y la autoría total en 2012 tras la muerte de Jan. La franquicia relata la historia de una familia de osos grizzli antropomórficos que generalmente aprenden una lección moral en el curso de cada historia.
Desde el debut en 1962 del primer libro de los Osos Berenstain, The Big Honey Hunt, la serie ha crecido hasta más de 300 títulos y ha vendido aproximadamente 260 millones de copias en 23 idiomas. La franquicia también logró expandirse mucho más allá de los libros, abarcando dos series de televisión y una amplia variedad de productos y licencias.

## Títulos destacados
- The Berenstains' Baby Book (1951, MacMillan)
- Sister (1952, Schuman)
- Tax-Wise (1952, Schuman)
- Marital Blitz (1954, Dutton)
- Baby Makes Four (1956, MacMillan)
- It’s All in the Family (1958, Dutton)
- Lover Boy (1958, MacMillan)
- And Beat Him When He Sneezes (1960, McGraw Hill)
- Bedside Lover Boy (1960, Dell)
- Call Me Mrs. (1961, MacMillan)
- It's Still in the Family (1961, Dutton)
- Office Lover Boy (1962, Dell)
- The Facts of Life for Grown-ups (1963, Dell)
- Flipsville-Squareville (1965, Delacorte)
- Mr. Dirty vs. Mrs. Clean (1967, Dell)
- You Could Diet Laughing (1969, Dell)
- Be Good or I'll Belt Ya! (1970, Dell)
- Education Impossible (1970, Dell)
- How to Teach Your Children about Sex without Making a Complete Fool of Yourself (1970, Dutton)
- Never Trust Anyone Over 13 (1970, Bantam)
- How to Teach Your Children about God without Actually Scaring Them out of Their Wits (1971, Dutton)
- The Berenstains' B Book (1971, Random House)
- Are Parents for Real? (1972, Bantam)
- The Day of the Dinosaur (1987, Random House)
- After the Dinosaurs (1988, Random House)
- What Your Parents Never Told You about Being a Mom or Dad (1995)
- Down A Sunny Dirt Road (2002)
- The Berenstain Bears and The Bear Essentials (2005)e
- Nothing Ever Happens at the South Pole (2012, HarperCollins)

## Adaptaciones a televisión

### Especiales de la NBC
- The Berenstain Bears' Christmas Tree (1979)
- The Berenstain Bears Meet Bigpaw (1980)
- The Berenstain Bears' Easter Surprise (1981)
- The Berenstain Bears' Valentine Special (1982)
- The Berenstain Bears' Littlest Leaguer (1983)
- The Berenstain Bears Show (1985 - 1987)

### Series
- The Berenstain Bears Show (1985 - 1987)
- The Berenstain Bears (2003)